# Superdome (server)

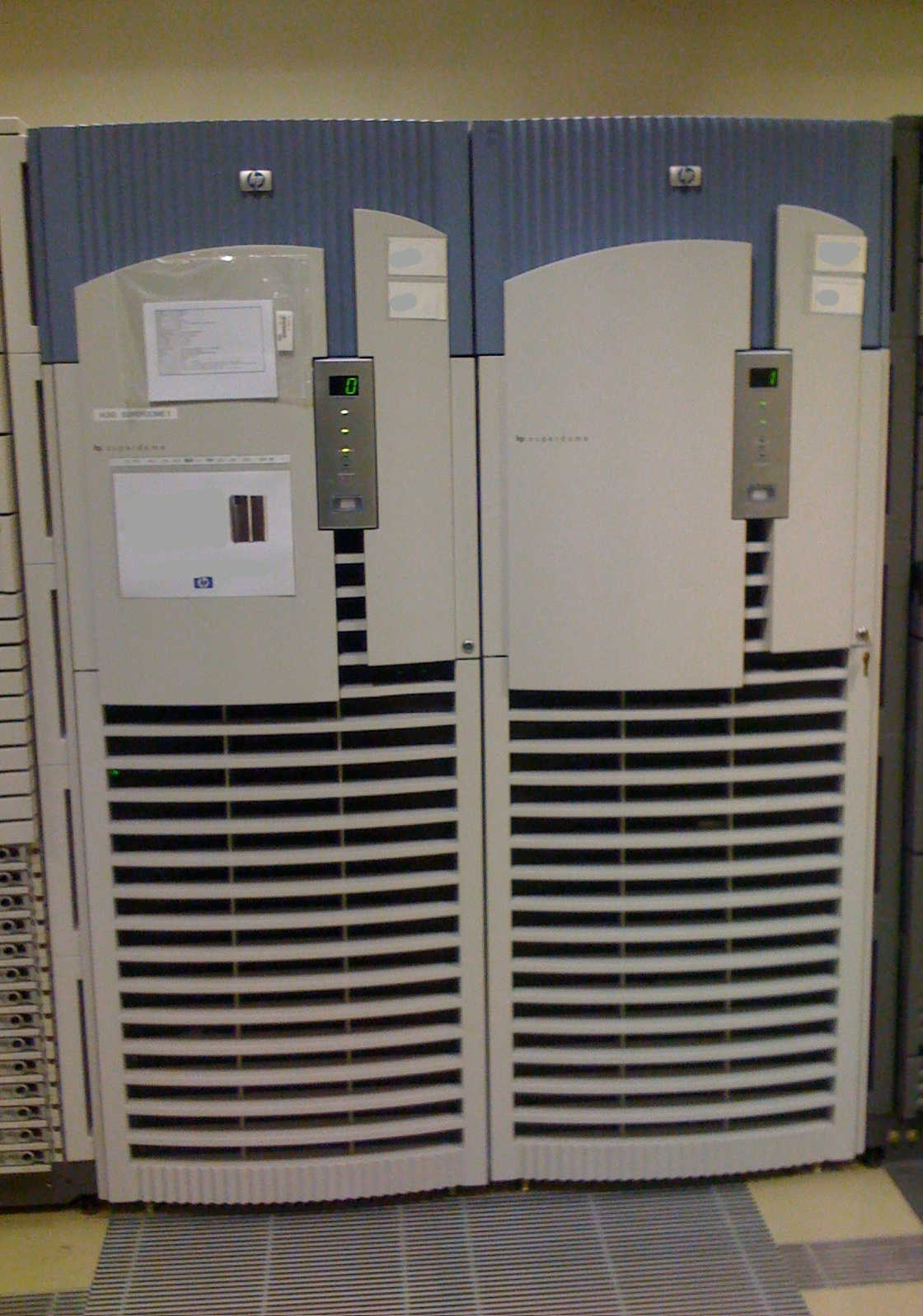
Superdome PA-RISC

Il Superdome è il modello di fascia Enterprise di server prodotti da Hewlett-Packard. I primi modelli (2000) utilizzavano i processori PA-RISC. L'attuale versione "Superdome 2" è sul mercato dal 2010 ed utilizza i processori Intel Itanium 9300.
Una caratteristica fondamentale dei diversi modelli di Superdome è la possibilità di partizionare il sistema sia fisicamente (nPartition) che logicamente (vPar).
Le partizioni fisiche corrispondono ad un insieme di lame e sono isolate tra loro anche elettricamente garantendo un'elevata resistenza ai guasti.
Il comando per visualizzare lo stato delle partizioni fisiche è parstatus.
Le partizioni logiche sono più flessibili poiché consentono un'assegnazione più granulare di risorse.
Il comando per visualizzare lo stato delle partizioni logiche è vparstatus.
Su ogni partizione, sia logica che fisica, viene installato un sistema operativo che tipicamente, ma non necessariamente, è HP-UX.